# プロジェクト・ランウェイ
『プロジェクト・ランウェイ』（Project Runway）は、アメリカ合衆国のケーブルテレビ局Bravoのリアリティ番組である。ファッションデザイナーをテーマとする。第1シーズンと第2シーズンは共にエミー賞にノミネートされた。
日本では2010年3月放送開始の第5シーズンまでが「プロジェクト・ランウェイ / NYデザイナーズバトル」として、2010年10月放送開始の第6シーズン以降が「プロジェクト・ランウェイ」としてWOWOWで放送されている。

## 内容

### 番組の目的
「プロジェクト・ランウェイ」の目的は、アメリカの、無名ではあるが才能のあるファッションデザイナーを発掘することである。優勝者には、賞金10万USドルのほか、アメリカ版Marie claireでの特集や有名ブランドからの指導など、「自己ブランドを立ち上げるために必要なもの」が与えられる。

### 参加資格
番組に参加するファッションデザイナーは、全米各地で行われるオーディションによって決定される。主な選考基準として、履歴、ポートフォリオ、自主制作した洋服数点、自己PRビデオの内容がある。ただし、必ずしも経験が豊富であったり技術のあるものが選ばれるわけではなく、可能性やオリジナリティなどを見出されて選出されることもある。

### ルール
参加者は毎回、課題に基づいた衣服を与えられた時間内で競作し、審査を受ける。毎回その回の勝者を決め、敗者（1名、または数名）が脱落する。上位3名は、ニューヨークで行われるファッション・ウィーク（ニューヨーク・コレクション）でそれぞれのコレクションを披露し、その審査結果で優勝者が決定する。

### チャレンジ
毎回参加者にはテーマに沿った課題（チャレンジ）が出される。過去の主なチャレンジとしては、スーパーの材料でパーティードレスを制作するもの、バービー人形の衣装デザイン、有名人（ニッキー・ヒルトン、サーシャ・コーエン、サラ・ジェシカ・パーカーなど）の衣装制作など。
参加者にあたえられる時間は、数時間から2日ほどである。また、上位3名のコレクション制作はこの限りではなく、夏の最終収録から、翌年2月のファッションウイークまでの5ヶ月〜6ヵ月が与えられる（第3シーズンでは、秋のファッションウィークに出品となり、数週間と短くなった）。
予算は毎回異なり、大抵は50USドルから200USドルくらいである。衣服制作に使う布地は、予算外で与えられるもの以外は、決められた店舗で、予算内で購入する。
また、各回のショーで使用される、衣服以外の靴、バッグ、ファーなどのアクセサリーは、番組側から全員に平等に支給されているものの中から使用する。

### ファッションモデル
ファッションデザイナーはそれぞれファッションモデルと組み、その回のショーを行う。シーズン優勝者と組んだファッションモデルは、優勝ファッションデザイナーのコレクションが雑誌ELLEに掲載される際のファッションモデルを務めることができる。毎回課題が出された後、ファッションモデルが選ばれ、前回脱落したファッションデザイナーの人数分、ファッションモデルも脱落する。
第1シーズンでは、1回毎にファッションモデルを選択する。選択順はまず、前回の勝者が必ず最初に選択できる。2番目以降は、残ったファッションデザイナーによるくじ引きで順番を決定。つまり、選択順が最後であったファッションデザイナーに選ばれなかったファッションモデルは、そのまま脱落となる。
第2シーズンでは基本的に、最初に選んだファッションモデルと共に、1シーズン通じて戦っていく事になる。但し前回の勝者のみ、ファッションモデルの変更権が与えられる。勝者は、自分のファッションモデル（ファッションモデル変更権を放棄）、前回敗者のファッションモデル、他のファッションデザイナーのファッションモデル（ファッションモデルの交換）の三択から選択。自分のファッションモデルを選んだ（ファッションモデル変更権を放棄した）場合、前回の敗者に付いていたファッションモデルはそのまま脱落。前回敗者のファッションモデルを選んだ場合、現段階で自分に付いていたファッションモデルが脱落する。他のファッションデザイナーのファッションモデルから選んだ場合、選ばれたファッションデザイナーとファッションモデルを交換、前回の敗者に付いていたファッションモデルはそのまま脱落する。

### 審査
審査は、ホストのハイジ・クラム（日本語吹き替え版は鈴木麻里子）、ニーナ・ガルシア（雑誌ELLE編集長、日本語吹き替え版は泉裕子→冬馬由美）、マイケル・コース（アメリカの有名ファッションデザイナー、日本語吹き替え版は丸山壮史）と、ゲスト審査員で行われる。ガルシアが欠席の時はELLEから、コースが欠席の時は、ファッション界からの代理ゲストが審査を行う。

### 場所

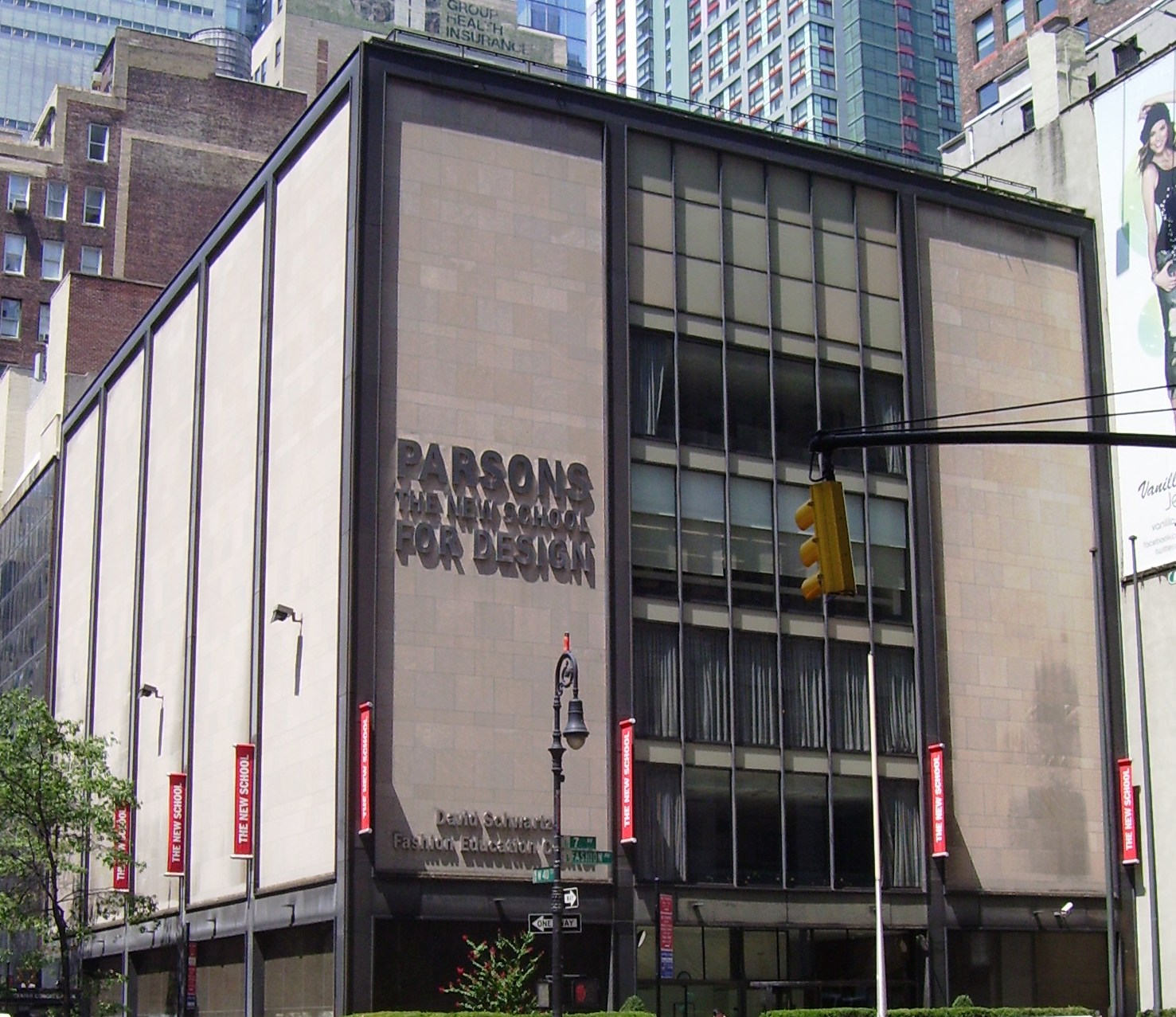
製作・審査の舞台であるパーソンズ美術大学

衣服の製作・審査は、アメリカニューヨークにあるパーソンズ美術大学（Parsons The New School for Design）にて行われる。スクール内には被服制作室（Sewing Room）、ヘア・メイクアップルーム、ランウェイ（Runway、花道の意）が用意されている。参加者は衣服の製作、試着、ヘア・メイクアップ、ランウェイショーすべてをスクール内にて行う。
また、参加者は、アトラス・アパートで共同生活をする。

### ティム・ガン
ティム・ガンは、パーソンズ美術大学の教師で、参加者のデザインに対するアドバイスや、参加者の制作時の進行の役目を担う。実際の制作の手伝いはしない。ティム・ガンのアドバイスの中には、後に審査員から指摘をされるものもあり、参加ファッションデザイナーの中には、ティム・ガンのアドバイスを頼りにしているものも少なくない。当番組の日本語吹替版の声優は田中正彦。ドラマ「アグリー・ベティ」に、ファッションTVのレポーター役で出演した（日本語吹替版の声優も同じく田中正彦）。

### 番組トリビア
- ファッションウイークに参加するのは、実際には上位6名である。これは、ファッションウイークが開催される時点で、放映上、上位3名が決定していないため、ネタバレをさけるためである。第6位にあたるものは、コレクションを審査されることはなく、放映されることもないが、その模様は公式サイト上で特別公開されている。
- 第1・第2シーズンでは、Banana Republicが主なスポンサーとして、「バナナ・リパブリック・デザインチャレンジ」もあったのだが、第3シーズンではMacy'sに変わっている。